# Robert Gillespie
Robert Gillespie, född 9 november 1933 i Lille i Frankrike, är en brittisk skådespelare.

## Filmografi (urval)
- 1994 – Zorn
- 1978 - The Thirty Nine Steps
- 1976 - At the Earth's Core
- 1963 - Siege of the Saxons